# Mona der Vampir/Episodenliste
Mona der Vampir ist eine kanadische Zeichentrickserie, die von 1999 bis 2003 produziert wurde. Insgesamt existieren 65 Episoden, bei denen es sich um 65 Doppelepisoden mit jeweils zwei Geschichten handelt. Deswegen sind bei den Geschichten in der Tabelle auch immer ein zweizeiliger Eintrag mit a) und b). In Deutschland wurde die Serie im ZDF und KIKA ausgestrahlt, in Österreich auf ORF und in der Schweiz auf SRF.

## Staffel 1 (1999–2000)
Die deutschsprachige Erstausstrahlung fand auf KIKA ab Ende August 2000 statt. In Österreich erfolgte auf ORF 1 die Erstausstrahlung ab Mai 2001.
| Nr. (ges.) | Nr. (St.) | Deutscher Titel                                                   | Originaltitel                                                | Erstausstrahlung CDN | Deutschsprachige Erstausstrahlung (D/A)      |
| ---------- | --------- | ----------------------------------------------------------------- | ------------------------------------------------------------ | -------------------- | -------------------------------------------- |
| 1          | 1         | a) Die Nacht der lebenden Vogelscheuche b) Der Babysitter-Roboter | a) Attack of the Living Scarecrow b) The Robot Babysitter    | 13. Sep. 1999        | 29. August 2000 (KIKA) 2. Mai 2001 (ORF)     |
| 2          | 2         | a) Von Kreepsula dreht durch b) Der ruchlose Computervirus        | a) Von Kreepsula Runs Amok b) The Nefarious Computer Virus   | 20. Sep. 1999        | 30. August 2000 (KIKA) 3. Mai 2001 (ORF)     |
| 3          | 3         | a) Das gemeine Hundefängerphantom b) Der Frankensteinosaurus      | a) The Miserable Phantom Dog b) Jurassic Parking Lot         | 27. Sep. 1999        | 31. August 2000 (KIKA) 4. Mai 2001 (ORF)     |
| 4          | 4         | a) Das wirbelnde Nichts b) Grüße aus Zwergenhausen                | a) The Whirling Void b) There's No Place Like Gnome          | 4. Okt. 1999         | 1. September 2000 (KIKA) 7. Mai 2001 (ORF)   |
| 5          | 5         | a) Der menschliche Riesenkäfer b) Die lebenden Schaufensterpuppen | a) The Dreaded Human Spider b) Night of the Living Mannequin | 11. Okt. 1999        | 4. September 2000 (KIKA) 8. Mai 2001 (ORF)   |
| 6          | 6         | a) Der Austauschschüler b) Die roten Mondmonster                  | a) The X-Change Student b) The Red Moon Monsters             | 18. Okt. 1999        | 5. September 2000 (KIKA) 9. Mai 2001 (ORF)   |
| 7          | 7         | a) Das reitende Skelett b) Männer in dunklen Anzügen              | a) The Skeleton Cowboy b) The Men in Darksuits               | 25. Okt. 1999        | 6. September 2000 (KIKA) 10. Mai 2001 (ORF)  |
| 8          | 8         | a) Die Vampirjägerin b) Die verführerische Sirene                 | a) The Vampire Hunter b) The Sounds of Sirens                | 1. Nov. 1999         | 7. September 2000 (KIKA) 11. Mai 2001 (ORF)  |
| 9          | 9         | a) Das Buch der Schleimigen b) Die menschlichen Bakterien         | a) The Book of the Slimy b) The Sam'n Ella Infiltration      | 8. Nov. 1999         | 8. September 2000 (KIKA) 14. Mai 2001 (ORF)  |
| 10         | 10        | a) Der Fluch des Mumiengrabs b) Freaky – Der Schneemensch         | a) Curse of the Mummy's Tomb b) Freaky the Snowman           | 15. Nov. 1999        | 11. September 2000 (KIKA) 15. Mai 2001 (ORF) |
| 11         | 11        | a) Der fiese Dr. Voodoo b) Der tanzende Unterhosen-Ghul           | a) The Dastardly Dr. Voodoo b) Dancing Underpants Ghoulie    | 22. Nov. 1999        | 12. September 2000 (KIKA) 16. Mai 2001 (ORF) |
| 12         | 12        | a) Das verfluchte Haus der Washburns b) Der Schrei des Sumpfdings | a) Miss Gotto's Haunted House b) Cry of the Swamp Thing      | 29. Nov. 1999        | 13. September 2000 (KIKA) 17. Mai 2001 (ORF) |
| 13         | 13        | a) Der Geist der Wälder b) Der Butzemann                          | a) Spirit of the Woods b) The Bogeyman Cometh                | 6. Dez. 1999         | 14. September 2000 (KIKA) 18. Mai 2001 (ORF) |
| 14         | 14        | a) Der Mann mit den neun Leben b) Die stammelnde Süßkartoffel     | a)The Man with Nine Lives b) Yak of the Yammering Yam        | 13. Dez. 1999        | 15. September 2000 (KIKA) 21. Mai 2001 (ORF) |
| 15         | 15        | a) Die geschrumpfte Stadt b) Die fiese Doppelgängerin             | a) Small Town b) The Devious Doppelganger                    | 20. Dez. 1999        | 18. September 2000 (KIKA) 22. Mai 2001 (ORF) |
| 16         | 16        | a) Das Abflussrohr-Monster b) Der wilde Werwolf                   | a) Creature from the Depths b) Mona and the Werewolf         | 27. Dez. 1999        | 19. September 2000 (KIKA) 23. Mai 2001 (ORF) |
| 17         | 17        | a) Angelas Flaschengeist b) Die lebenden Puppen                   | a) Garage Sale Genie b) Ghouls and Dolls                     | 3. Jan. 2000         | 20. September 2000 (KIKA) 25. Mai 2001 (ORF) |
| 18         | 18        | a) Flohzirkus des Grauens b) Der verschwundene Schatten           | a) Flea Circus of Horrors b) Shadow of a Doubt               | 10. Jan. 2000        | 21. September 2000 (KIKA) 28. Mai 2001 (ORF) |
| 19         | 19        | a) Geheimnischvolle Glückskekse b) Der fantastische Feen-Staub    | a) The Fortune Cookie b) Pixies                              | 17. Jan. 2000        | 22. September 2000 (KIKA) 29. Mai 2001 (ORF) |
| 20         | 20        | a) Der Energiesauger b) Die unmenschlichen Vertretungslehrer      | a) The Billabong Bunyip b) The Subhuman Substitutes          | 24. Jan. 2000        | 25. September 2000 (KIKA) 30. Mai 2001 (ORF) |
| 21         | 21        | a) Der vermaledeite Valentinstag b) Das Piratenschiff             | a) Cupid's Mark b) The Lost Pirates                          | 31. Jan. 2000        | 26. September 2000 (KIKA) 31. Mai 2001 (ORF) |
| 22         | 22        | a) Die verhexte Ballett-Tänzerin b) Der geheimnisvolle Papagei    | a) Hex of a Dancer b) The Two Magicians                      | 7. Feb. 2000         | 27. September 2000 (KIKA) 1. Juni 2001 (ORF) |
| 23         | 23        | a) Die Zeitreise b) Stillstand                                    | a) Time Shift b) Timeout                                     | 14. Feb. 2000        | 28. September 2000 (KIKA) 5. Juni 2001 (ORF) |
| 24         | 24        | a) Der Vogeljunge b) Fleischfressende Pflanzen                    | a) Bird Boy b) Flower Power                                  | 21. Feb. 2000        | 29. September 2000 (KIKA) 6. Juni 2001 (ORF) |
| 25         | 25        | a) Ein unheimlicher Onkel b) Die vierte Dimension                 | a) Spitting Image b) Fourth Dementia Funhouse                | 28. Feb. 2000        | 2. Oktober 2000 (KIKA) 7. Juni 2001 (ORF)    |
| 26         | 26        | a) Die außerirdischen Gehirnwäscher b) Von Kreepsulas Comeback    | a) Brainwash Boogie b) Von Kreepsula's Return                | 6. März 2000         | 3. Oktober 2000 (KIKA) 8. Juni 2001 (ORF)    |

## Staffel 2 (2000–2001)
Die deutschsprachige Erstausstrahlung der zweiten Staffel erfolgte ab August 2002 im Österreichischen Fernsehen auf ORF1. Jeweils knapp drei Wochen später wurde die zweite Staffel auch im deutschen Fernsehen auf KIKA erst ausgestrahlt.
| Nr. (ges.) | Nr. (St.) | Deutscher Titel                                                     | Originaltitel                                          | Erstausstrahlung CDN | Deutschsprachige Erstausstrahlung (A/D)            |
| ---------- | --------- | ------------------------------------------------------------------- | ------------------------------------------------------ | -------------------- | -------------------------------------------------- |
| 27         | 1         | a) Dr. Java und Mr. Hyde b) Die teuflische Buchstabensuppe          | a) Dr. Java and Mr. Hyde b) Miss Dewey's Dismal System | 13. Nov. 2000        | 28. August 2002 (ORF) 17. September 2002 (KIKA)    |
| 28         | 2         | a) Der Polyester-Power-Anzug b) Der Scherz-Troll                    | a) Polyester Power Suit b) The Droll Troll             | 20. Nov. 2000        | 29. August 2002 (ORF) 18. September 2002 (KIKA)    |
| 29         | 3         | a) Die fiese Bauchredner-Puppe b) Die Loser-Limousine               | a) Ventrillo-Creeps b) Limo to Loserville              | 27. Nov. 2000        | 2. September 2002 (ORF) 19. September 2002 (KIKA)  |
| 30         | 4         | a) Ruchlose Radiowellen b) Der finstere Fußball-Trainer             | a) The Columbus Triangle b) Soccer Sasquatch           | 4. Dez. 2000         | 3. September 2002 (ORF) 20. September 2002 (KIKA)  |
| 31         | 5         | a) Ein Cyborg sieht rot b) Katzennapping                            | a) Cyborg Phantas b) Kitten of the Sea                 | 11. Dez. 2000        | 4. September 2002 (ORF) 23. September 2002 (KIKA)  |
| 32         | 6         | a) Zwei alte Hexen b) Das Rätsel um Agatha Misty                    | a) Witch Watch b) The Hexed Mansion of Agatha Misty    | 18. Dez. 2000        | 5. September 2002 (ORF) 24. September 2002 (KIKA)  |
| 33         | 7         | a) Die Sonnenkönigin b) Der Gruselsaurus                            | a) Sun Worshippers b) Heat Wave                        | 8. Jan. 2001         | 6. September 2002 (ORF) 25. September 2002 (KIKA)  |
| 34         | 8         | a) Der Ninjakrieger b) Karl T. Neander                              | a) The Ninja's Curse b) Hal T. Neander                 | 15. Jan. 2001        | 9. September 2002 (ORF) 26. September 2002 (KIKA)  |
| 35         | 9         | a) Der Schamane sollte sich was schämen b) Programmierte Pfadfinder | a) Shame on the Shaman b) Programmed Pioneers          | 22. Jan. 2001        | 10. September 2002 (ORF) 27. September 2002 (KIKA) |
| 36         | 10        | a) Gripptopia b) Das Grauen kommt per Post                          | a) Flu-topia b) Chain Letter                           | 29. Jan. 2001        | 11. September 2002 (ORF) 30. September 2002 (KIKA) |
| 37         | 11        | a) Die Baby-Bezauberin b) Müllmonster                               | a) The Baby Charmer Monster Trash                      | 5. Feb. 2001         | 12. September 2002 (ORF) 1. Oktober 2002 (KIKA)    |
| 38         | 12        | a) Der Granit-Goliath b) Astronautenfraß                            | a) Granite Goliath b) Intergalactic Space Campers      | 12. Feb. 2001        | 16. September 2002 (ORF) 2. Oktober 2002 (KIKA)    |
| 39         | 13        | a) Angriff der Kartoffelquallen b) Die schwarze Witwe               | a) Potato Fish Creepers b) It's All Relative           | 19. Feb. 2001        | 17. September 2002 (ORF) 3. Oktober 2002 (KIKA)    |

## Staffel 3 (2001–2002)
Die deutschsprachige Erstausstrahlung der dritten Staffel erfolgte unmittelbar im Anschluss zur Erstausstrahlung der zweiten Staffel sowohl zunächst im ORF als auch ca. drei Wochen später im KIKA. Dabei wurde die dritte Staffel im ORF zeitgleich zur zweiten Staffel im KIKA erst ausgestrahlt.
| Nr. (ges.) | Nr. (St.) | Deutscher Titel                                                    | Originaltitel                                           | Erstausstrahlung CDN | Deutschsprachige Erstausstrahlung (A/D)          |
| ---------- | --------- | ------------------------------------------------------------------ | ------------------------------------------------------- | -------------------- | ------------------------------------------------ |
| 40         | 1         | a) Das schwarze Loch b) Mr. Waskas Wachsmuseum                     | a) The Black Hole b) Waxing Nostalgic                   | 19. Nov. 2001        | 18. September 2002 (ORF) 4. Oktober 2002 (KIKA)  |
| 41         | 2         | a) Freddy Frosty b) Angriff der bösen Vampire                      | a) Lil' Freddy Frosty b) Attack of the Bratty Vamp Pack | 26. Nov. 2001        | 19. September 2002 (ORF) 7. Oktober 2002 (KIKA)  |
| 42         | 3         | a) Die Verwandlung des Frank Steins b) Die verhexte Hochzeitstorte | a) The Transformation of Frank Stein b) Taking the Cake | 3. Dez. 2001         | 23. September 2002 (ORF) 8. Oktober 2002 (KIKA)  |
| 43         | 4         | a) Die verknallte Zeichentrickfigur b) Der reimende Ritter         | a) Terror in Toon Town b) Ghost in the Knight           | 10. Dez. 2001        | 24. September 2002 (ORF) 9. Oktober 2002 (KIKA)  |
| 44         | 5         | a) Der alte Steuermann b) Wiederkehr des Pharao                    | a) All in a Day's Work b) Interchange Intrigue          | 17. Dez. 2001        | 25. September 2002 (ORF) 10. Oktober 2002 (KIKA) |
| 45         | 6         | a) Der doppelte Jack b) Im Getreide-Labyrinth                      | a) Jack Out of the Box b) Crazy Crop Circles            | 7. Jan. 2002         | 26. September 2002 (ORF) 11. Oktober 2002 (KIKA) |
| 46         | 7         | a) Unheimliche Superfreunde b) Angriff der Killerperücken          | a) Toys Are Us b) The Hair Scare                        | 14. Jan. 2002        | 30. September 2002 (ORF) 14. Oktober 2002 (KIKA) |
| 47         | 8         | a) Die grausam perfekte Ms. Fabelhaft b) Der Bienenmensch          | a) Mona vs. Ms. Marvelous b) Spelling Bee               | 21. Jan. 2002        | 1. Oktober 2002 (ORF) 15. Oktober 2002 (KIKA)    |
| 48         | 9         | a) Geheimnisvolle Steine b) Der Geisterzug                         | a) The Horned Horror b) The Legend of Caboose Malloy    | 28. Jan. 2002        | 2. Oktober 2002 (ORF) 16. Oktober 2002 (KIKA)    |
| 49         | 10        | a) Die Katzenfrau b) Der Werclown                                  | a) The Cat Lady's Meow b) The Wereclown                 | 4. Feb. 2002         | 3. Oktober 2002 (ORF) 17. Oktober 2002 (KIKA)    |
| 50         | 11        | a) Geister an die Macht b) Werwolf sucht Vampir                    | a) Ghouls Rule! b) The Transylvanian Twist              | 11. Feb. 2002        | 7. Oktober 2002 (ORF) 18. Oktober 2002 (KIKA)    |
| 51         | 12        | a) Die Mikrowellen-Zeitmaschine b) Das verfluchte 17. Loch         | a) Terminate Her b) 18 Holes to Oblivion                | 18. Feb. 2002        | 8. Oktober 2002 (ORF) 21. Oktober 2002 (KIKA)    |
| 52         | 13        | a) Der Troll und die Prinzessin b) Der außerirdische Magier        | a) The Case of the Moll Troll b) The Alien Magician     | 25. Feb. 2002        | 9. Oktober 2002 (ORF) 22. Oktober 2002 (KIKA)    |

## Staffel 4 (2002–2003)
Die deutschsprachige Erstausstrahlung der vierten und letzten Staffel erfolgte ab August 2004 im KIKA und erst ein Jahr später ab August 2005 im ORF.
| Nr. (ges.) | Nr. (St.) | Deutscher Titel                                              | Originaltitel                                                | Erstausstrahlung CDN | Deutschsprachige Erstausstrahlung (D/A)          |
| ---------- | --------- | ------------------------------------------------------------ | ------------------------------------------------------------ | -------------------- | ------------------------------------------------ |
| 53         | 1         | a) Angriff der Lehmwesen b) Rachedurstige Seeäffchen         | a) Ghastly Gargoyle Galore b) Monkey Sea, Monkey Do          | 18. Nov. 2002        | 16. August 2004 (ORF) 24. August 2005 (ORF)      |
| 54         | 2         | a) Der durchgedrehte Donnergott b) Der Rattenfänger          | a) The Wrath of Thor b) The Pied Piper                       | 25. Nov. 2002        | 17. August 2004 (KIKA) 25. August 2005 (ORF)     |
| 55         | 3         | a) Das Horrorskop b) Durchgeknallte Elfen                    | a) Horrorscope b) The Rescue of Queen Mab                    | 2. Dez. 2002         | 18. August 2004 (KIKA) 26. August 2005 (ORF)     |
| 56         | 5         | a) Hai-Alarm b) Der Katzenflüsterer                          | a) The Sharkman Goeth b) Dr. Purrman's Secret Recipe         | 9. Dez. 2002         | 19. August 2004 (KIKA) 29. August 2005 (ORF)     |
| 57         | 5         | a) Atlantis taucht auf b) Invasion der Eintagsfliegen        | a) Atlantis at Last b) Invasion of the Shadflies             | 16. Dez. 2002        | 20. August 2004 (KIKA) 30. August 2005 (ORF)     |
| 58         | 6         | a) Gotto-Robotto b) Der finstere Zauberer                    | a) Gotto Robotto b) The Laser Wizard                         | 23. Dez. 2002        | 23. August 2004 (KIKA) 31. August 2005 (ORF)     |
| 59         | 7         | a) Die Bowling-Gremlins b) Der Geist des magischen Marsuvius | a) Bowling Gremlins b) The Ghost of Flying Trapeze           | 30. Dez. 2002        | 24. August 2004 (KIKA) 1. September 2005 (ORF)   |
| 60         | 8         | a) Ein Alien kommt selten allein b) Der Koyoten-Gott         | a) Aliens 1-2-3 b) Zapman, Myself and I                      | 6. Jan. 2003         | 25. August 2004 (KIKA) 2. September 2005 (ORF)   |
| 61         | 9         | a) Einmal Aliensoße, bitte! b) Der Spukschulbus              | a) Would You Like Fries with That? b) The Haunted School Bus | 13. Jan. 2003        | 26. August 2004 (KIKA) 5. September 2005 (ORF)   |
| 62         | 10        | a) Im Kino spukts b) Yeti-Alarm                              | a) Nickelodeon Nightmare b) Ready Steady Yeti                | 20. Jan. 2003        | 27. August 2004 (KIKA) 6. September 2002 (ORF)   |
| 63         | 11        | a) Der Sandmann b) Der oberfiese Dr. Ruchlos                 | a) The Sandman b) Von Kreepsula's Day Off                    | 27. Jan. 2003        | 30. August 2004 (KIKA) 7. September 2005 (ORF)   |
| 64         | 12        | a) Rockende Reptilien b) Der Saugomat 5000                   | a) Rockin' Reptile Roundup b) The Suck-O-5000                | 3. Feb. 2003         | 31. August 2004 (KIKA) 8. September 2005 (ORF)   |
| 65         | 13        | a) Die Rache der Medusa b) Der wütende Wettergott            | a) Medusa's Revenge b) The Fearsome Forecasts                | 10. Feb. 2003        | 1. September 2004 (KIKA) 9. September 2005 (ORF) |